# Калининский (Ульяновская область)
Калининский — поселок в Тереньгульском районе Ульяновской области в составе Теренгульского городского поселения.

## География
Находится у железнодорожной линии Ульяновск-Сызрань на расстоянии примерно 8 километров по прямой на восток-юго-восток от районного центра поселка Тереньга.

## Население
Население составляло 4 человека (100% мордва) в 2002 году, 0 по переписи 2010 года.